# HD 69830 d
HD 69830 d è un pianeta extrasolare in orbita attorno alla stella nana arancione HD 69830, con un periodo orbitale di 197 giorni. Scoperto nel 2006, è il pianeta più esterno finora scoperto del suo sistema e si trova molto probabilmente nella sua zona abitabile.

## Orbita e massa

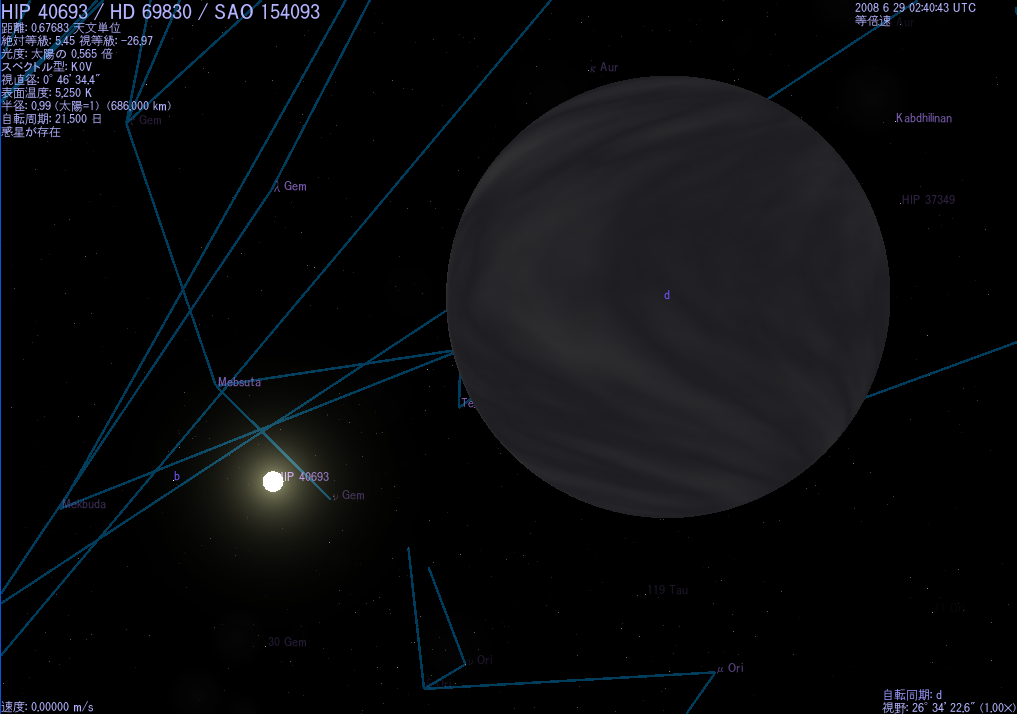
HD 69830 come è visibile dal pianeta

L'orbita planetaria ha una bassa eccentricità, come accade per buona parte dei pianeti del nostro sistema solare. Il Semiasse maggiore dell'orbita è di sole 0,63 UA, simile a quello di Mercurio nel sistema solare. Tuttavia HD 69830 è una stella meno massiccia ed energica del Sole, il che colloca il pianeta nella zona abitabile del sistema, che si colloca tra 0,61 e 1,44 UA dalla stella.

## Caratteristiche
Dato che la massa del pianeta è molto simile a quella di Nettuno, si suppone che HD 69830 d si tratti di un gigante gassoso, privo di superficie solida. Poiché è stato scoperto indirettamente attraverso i suoi effetti gravitazionali sulla stella, caratteristiche quali raggio, composizione chimica e temperatura sono sconosciuti. Supponendo che abbia una composizione simile a quella di Nettuno o di Urano ed un ambiente prossimo all'equilibrio chimico, l'atmosfera di HD 69830 d sarebbe costituito principalmente da idrogeno ed elio, con una certa quantità di metano e, nelle zone più fredde, nubi d'acqua.
Il pianeta si trova all'interno della zona abitabile del sistema, secondo quanto presupposto per un pianeta di tipo terrestre per poter mantenere l'acqua allo stato liquido sulla sua superficie. Pur non conoscendo quali siano le condizioni cui andrebbe incontro qualche forma di vita in un gigante gassoso, le lune più grandi potrebbero essere in grado di supportare un ambiente vivibile. I modelli riguardo alle interazioni mareali tra un pianeta ed una sua ipotetica luna suggeriscono che un satellite abbastanza esteso sia in grado di rimanere in orbita attorno ad HD 69830 d per tutta la durata del sistema planetario.